# Balai mécanique
Pour les articles homonymes, voir Bissel (homonymie).
Pour l’article ayant un titre homophone, voir Ballet mécanique.
Le balai mécanique (ou balai Bissel) est un objet servant à nettoyer les moquettes et les tapis grâce à un système de brosses horizontales. Il comporte un réservoir plat vers lequel les poussières sont envoyées par les brosses, actionnées par le mouvement du balai sur le sol. Il a précédé la popularisation des aspirateurs.
Un balai mécanique se compose généralement d'une petite boîte. La base de la boîte a des rouleaux et des brosses, reliés par une courroie ou des engrenages. Il y a aussi un conteneur pour la saleté. La disposition est telle que, lorsqu'ils sont poussés sur un sol, les rouleaux tournent et forcent les brosses à tourner. Les brosses balayent la saleté et la poussière du sol dans le conteneur. Les balayeuses à tapis ont souvent un réglage en hauteur qui leur permet de travailler sur différentes longueurs de tapis ou de sols nus. La balayeuse a généralement un long manche pour pouvoir la pousser sans se pencher.

## Histoire

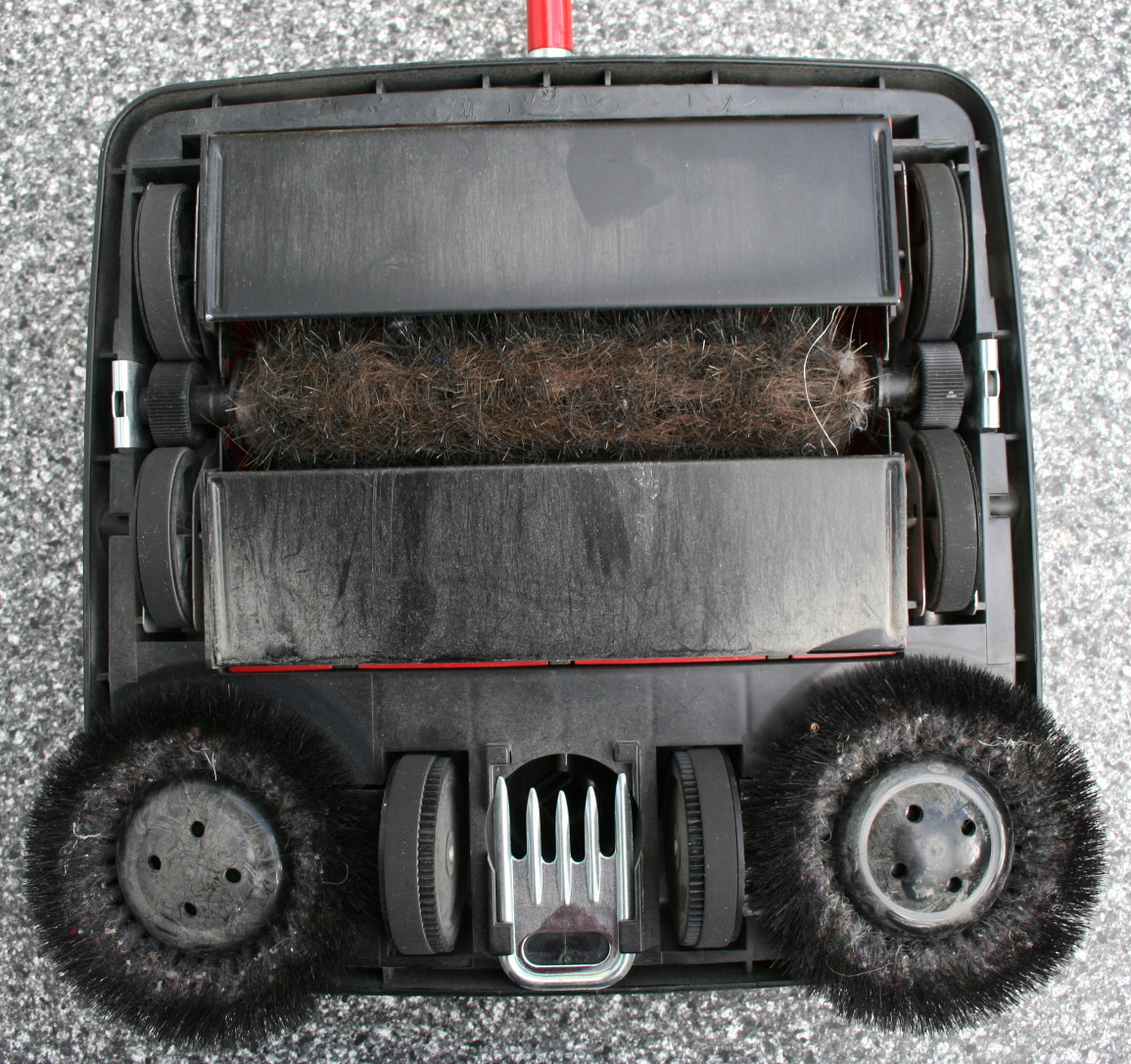
Face inférieure d'un balai mécanique.

Le balai mécanique a été inventé par Melville Reuben Bissell (en), de Grand Rapids (Michigan), qui en a déposé le brevet en 1876 aux États-Unis. Bissell a commencé à en vendre en 1883 (d'où le nom de « balai Bissell » parfois donné à cet objet).
Une des premières apparitions d'un balai mécanique au cinéma a eu lieu dans le film Charlot dentiste en 1914.